# Punto de congelación
El punto de congelación de una sustancia o mezcla en estado líquido es la temperatura a la que dicha sustancia o mezcla pasa del estado líquido a un estado sólido, debido a una reducción de energía. El punto de congelación varía dependiendo de la densidad del líquido. La temperatura que da lugar al proceso inverso, por el que un sólido pasa a estado líquido, se denomina punto de fusión.
| Cálculo del punto de congelación: {\displaystyle T_{c}=K_{c}.m} donde: {\displaystyle T_{c}=} diferencia entre los puntos de congelación de una solución y del disolvente puro. {\displaystyle K_{c}=} constante molal de congelación. Cuando el disolvente es agua el valor de la constante es: 1,86 °C Kg/mol {\displaystyle m=} molalidad |

El punto de congelación se alcanza en una solución cuando la energía cinética de las moléculas se hace menor a medida que la temperatura disminuye; el aumento de las fuerzas intermoleculares de atracción y el descenso de la energía cinética son las causas de que los líquidos cristalicen. Las soluciones siempre se congelan a menor temperatura que el disolvente puro. La temperatura de congelación del agua pura es 0 °C.
Para la mayoría de sustancias la temperatura de congelación y de fusión son iguales. Por ejemplo para el mercurio, cuya temperatura de fusión y de congelación es 234,32 K (−38,83 °C). Sin embargo otras sustancias como el agar-agar tienen distintas temperaturas para la fusión y la congelación siendo que se vuelve líquido a 85 °C y sólido a una temperatura entre 32 °C y 40 °C; a este fenómeno se le conoce como histéresis.
En el caso del agua, el punto de fusión y de congelación es el mismo: 0 °C. Esto es en presencia de núcleos de cristalización en el líquido, ya que si estos no están presentes, el agua líquida puede enfriarse hasta −42 °C sin que se produzca la congelación en un proceso llamado sobrefusión.